# Шульжук, Каленик Фёдорович
Каленик Федорович Шульжук (24 июня 1940, Погореловка, Ровенская область — 2010, Ровно) —
украинский учёный, педагог, профессор, доктор филологических наук, академик Академии наук высшей школы Украины (1994), заведующий кафедрой украинского языка Ровенского государственного гуманитарного университета, заслуженный работник образования Украины, отличник образования Украины.

## Биография
Окончил Ровенский педагогический институт в 1963 году, затем в 1968 году — аспирантуру при Киевском пединституте. В феврале 1990 года защитил докторскую диссертацию. С февраля 1991 года — профессор.
К. Ф. Шульжук был членом научно-экспертного совета по филологии при Министерстве образования и науки Украины с 1996 года.
С 1971 года на протяжении 40 лет работал заведующим кафедрой украинского языка Ровенского пединститута. Одновременно в 1983—1986 годах был деканом филологического факультета института.

## Научные труды
К. Ф. Шульжук — автор 205 научных работ и научно-методических трудов по украинскому, славянскому, сравнительному языкознанию, в том числе 4-х монографий, ряд учебников и учебных пособий:
- Синтаксис української мови: Підручник
- Складні багатокомпонентні конструкції у системі речення
- Лінгвістика тексту: Теорія і практикум. Науково-навчальний посібник
- Складне речення в українській мові

Под руководством академика Шульжука была создана мощная лингвистическая школа по проблемам синтаксиса. Он воспитал не одно поколение учеников, которые ныне работают в высших учебных заведениях, в управлениях образования на Украине и за границей.

## Награды
- Почётная грамота Министерства образования и науки Украины
- лауреат награды Ярослава Мудрого Академии наук Высшей школы Украины
- Почётные грамоты Ровенской облгосадминистрации.

## Память
- В 2010 году кафедре украинского языка Ровенского государственного гуманитарного университета присвоено имя профессора К. Ф. Шульжука.
- Памяти К. Ф. Шульжука была посвящена проведенная в 2011 году Международная научная конференция на тему «Динамические процессы в грамматике и лексическом составе современных славянских языков».